# Robigus pattersoni
Robigus pattersoni är en insektsart som beskrevs av Frederick Arthur Godfrey Muir 1918. Robigus pattersoni ingår i släktet Robigus och familjen Derbidae. Inga underarter finns listade i Catalogue of Life.